# 컴퓨터보조 언어학습
컴퓨터보조 어학교육(영국 영어: computer-assisted language learning (CALL), computer-assisted learning (CAL); 미국 영어: computer-aided language instruction (CALI), computer-aided instruction (CAI))은 컴퓨터를 활용한 어학 교육을 말한다. 개인별 맞춤 학습과 되알림 기능이 장점인데, 이는 컴퓨터보조교육의 특징이기도 하다. CALL 자료는 교사가 가르치기 위한 것보다는 주로 학습자 혼자 공부할 수 있도록 만들어진 것이 많다. 이러한 학습자료들은 학습자 중심으로 만들어져 있어, 개별 학습자에게 적절한 속도로 학습을 제공하고 전반적인 언어 학습을 용이하게 해준다.

## 같이 보기
- 안키
- 공동체 언어 학습법
- 듀오링고
- 언어습득
- 문법 교수
- 언어 몰입 교육
- 언어 자율 학습 프로그램 목록